# Andre Dickens
Andre Peter Dickens (nacido el 17 de junio de 1974) es un político estadounidense y ejecutivo sin fines de lucro que es el alcalde número 61 y actual de Atlanta, Georgia. Fue miembro del Ayuntamiento de Atlanta y derrotó a la presidenta del consejo, Felicia Moore, en la segunda ronda de las elecciones a la alcaldía de Atlanta de 2021. Es el director de desarrollo de TechBridge, una organización de tecnología sin fines de lucro.Se desempeñó como presidente del comité de transporte y presidió el Comité de Seguridad Pública y Administración Legal.

## Biografía
El alcalde Andre Dickens fue el director de desarrollo de Tech Bridge; esta organización sin fines de lucro ofrece tecnología asequible y experiencia comercial a otras organizaciones sin fines de lucro en áreas desatendidas. En 2018, Dickens cofundó un Programa de carrera tecnológica para que los desempleados pudieran aprender nuevas habilidades tecnológicas y otra capacitación en TI para aprovechar el auge del mercado laboral tecnológico. El alcalde Andre Dickens también es miembro de la Junta de Antiguos Alumnos de Georgia Tech, el Liderazgo de Antiguos Alumnos de Atlanta, United Way VI y el Instituto de Liderazgo Regional. Dickens también es hermano de Kappa Alpha Psi al que se unió cuando asistía a Georgia Tech.
Dickens es diácono en la Iglesia Bautista New Horizon en el noroeste de Atlanta. Tiene una hija, Bailey.

## Temprana edad y educación
Dickens nació el 17 de junio de 1974 en Atlanta. Criado por su madre Sylvia Dickens y su padrastro, quien lo adoptó a él y a sus otros dos hermanos a la edad de 7 años. Mientras pasaban tiempo con su padrastro, a menudo se unían al desarmar cosas y reconstruirlas, lo que dio origen a la pasión de Dickens por la ingeniería. Creció en el suroeste de Atlanta y asistió a la escuela secundaria Benjamin Elijah Maysantes de inscribirse en el Instituto de Tecnología de Georgia, donde recibió su título en Ingeniería Química en 1998. Dickens recibió su Maestría en Administración Pública en Desarrollo Económico de la Universidad Estatal de Georgia.

## Carrera política
Antes de iniciar su carrera política, Dickens trabajó como ingeniero químico en varias empresas, sin dejar de colaborar y contribuir activamente a las investigaciones que realizaba la universidad a la que asistía.
En 2013, Andre Dickens decidió dedicarse de tiempo completo a la política y fue elegido concejal de la ciudad. De 2014 a 2021, Dickens, impulsando diversas iniciativas, se preocupó principalmente por mejorar la seguridad pública, la educación y bajar los precios de la vivienda, para que fueran accesibles al mayor número de personas posible. Sin embargo, Dickens es mejor recordado por aprobar una ley que fijó el salario mínimo para los empleados de Atlanta en quince dólares la hora y por crear el "Departamento de Transporte", que promovió la construcción de varias líneas de ferrocarril y metro que aún conectan gran parte de la ciudad.

## Alcalde de Atlanta
Andre Dickens, después de ganar las elecciones para convertirse en alcalde de Atlanta el 30 de noviembre de 2021, derrotando a su rival Felicia Moore, asumió oficialmente el cargo el 3 de enero de 2022.
Una de las primeras decisiones que tomó Dickens como nuevo alcalde fue quitar la obligatoriedad, el 25 de febrero de 2022, de las mascarillas anti-COVID-19 para los locales internos (restaurantes, hoteles, etc…).
Poco tiempo después, Andre Dickens comprometió $100 millones para construir nuevos apartamentos y casas nuevas, lo que la convierte en la mayor inversión en construcción que jamás haya hecho la ciudad de Atlanta. Además, Dickens asignó $13 millones para ayudar a las personas sin hogar, afirmando que para fines de 2024, su administración proporcionará 1500 viviendas para las familias más pobres.
Dickens también destinó mucho dinero para la educación pública y para combatir el crimen generalizado, desarrollado sobre todo en los barrios más desfavorecidos de la ciudad.